# La meva família i altres animals
|  | Per a la sèrie de televisió vegeu La meva família i altres animals (sèrie de televisió). |

La meva família i altres animals (en anglès: My Family and Other Animals) és una obra autobiogràfica del naturalista britànic Gerald Durrell, publicada el 1956. Narra, d'una manera exagerada i de vegades fictícia, els anys que Durrell va viure de nen a l'illa grega de Corfú, juntament amb els seus germans i la seva mare vídua, entre els anys 1935 i 1939. Descriu, de manera humorística, la vida de la família Durrell i explora la fauna de l'illa. És la primera i més coneguda novel·la de la trilogia de Corfu, que inclou també Ocells, bèsties i parents (1969) i El jardí dels déus (1978) pel mateix autor.
Abans de publicar La meva família i altres animals, Durrell ja havia escrit diversos llibres d'èxit sobre les seves expedicions de captura d'animals per a zoològics. La seva còmica exageració de les manies de la seva família (aquesta inclou el seu germà gran Lawrence Durrell, que es va convertir en un famós novel·lista i poeta) i la seva sincera estima del món natural van fer que el llibre tingués un gran èxit. Durrell va esdevenir un escriptor famós i una personalitat televisiva molt coneguda. A més, va poder fundar el propi parc zoològic a l'illa britànica de Jersey. Aquest i els altres llibres de la trilogia van estimular el turisme a Corfú.
La novel·la va ser traduïda al català per Pep Julià el 1988.

## Argument
El llibre és un relat autobiogràfic de cinc anys de la infància del naturalista Gerald Durrell. A l'inici de la saga, quan Gerald (Gerry) té deu anys, la seva família es trasllada a l'illa de Corfú. Gerry és el més jove d'una família formada per la mare vídua, el fill gran Larry, escriptor incipient, el fill Leslie, adorador de botes i armes, i la filla Margo, que pateix d'acné i és obsessionada amb la dieta. Els acompanya el gos Roger. Els Durrells són feroçment protegits pel seu amic Spiro (Spiro "Americano" Hakiaopulos), conductor de taxi, i dirigits pel doctor Theodore Stephanides, un polímata que educa Gerry en història natural. Altres personatges humans, principalment excèntrics, inclouen els tutors privats de Gerry, els artistes i escriptores convidats de Larry, i els natius de l'illa que es fan amics amb la família.
El llibre està dividit en tres seccions, que corresponen a les tres viles on viu la família Durrell.

## Adaptacions
L'obra ha estat adaptada al cinema i la televisió en vàries ocasions:
- El 1987, es va convertir en una sèrie de televisió de la BBC en deu capítols, La meva família i altres animals, escrita per Charles Wood i dirigida per Peter Barber-Fleming.[4]
- El 2005, va ser adaptada de nou per la BBC, aquesta vegada com una pel·lícula de 90 minuts, del mateix títol, La meva família i altres animals, escrita per Simon Nye.[5]
- Entre el 2016 i el 2019, ITV (Regne Unit) va emetre la sèrie de quatre temporades (26 episodis) The Durrells, també adaptada per Simon Nye, basada lliurement en la trilogia de Corfú.[6]